# Uni Dia Verlag
Der Uni Dia Verlag mit Sitz in Großhesselohe bei München ist ein Verlagsprojekt der Hermes Arzneimittel GmbH. Der Verlag hat die Erschließung von kulturell wichtigen Bildwerken zum Ziel. Schwerpunkte sind Altägypten, Antikes Griechenland, Alt-Iran, Islamische Kunst und Prähistorische Höhlenmalerei.

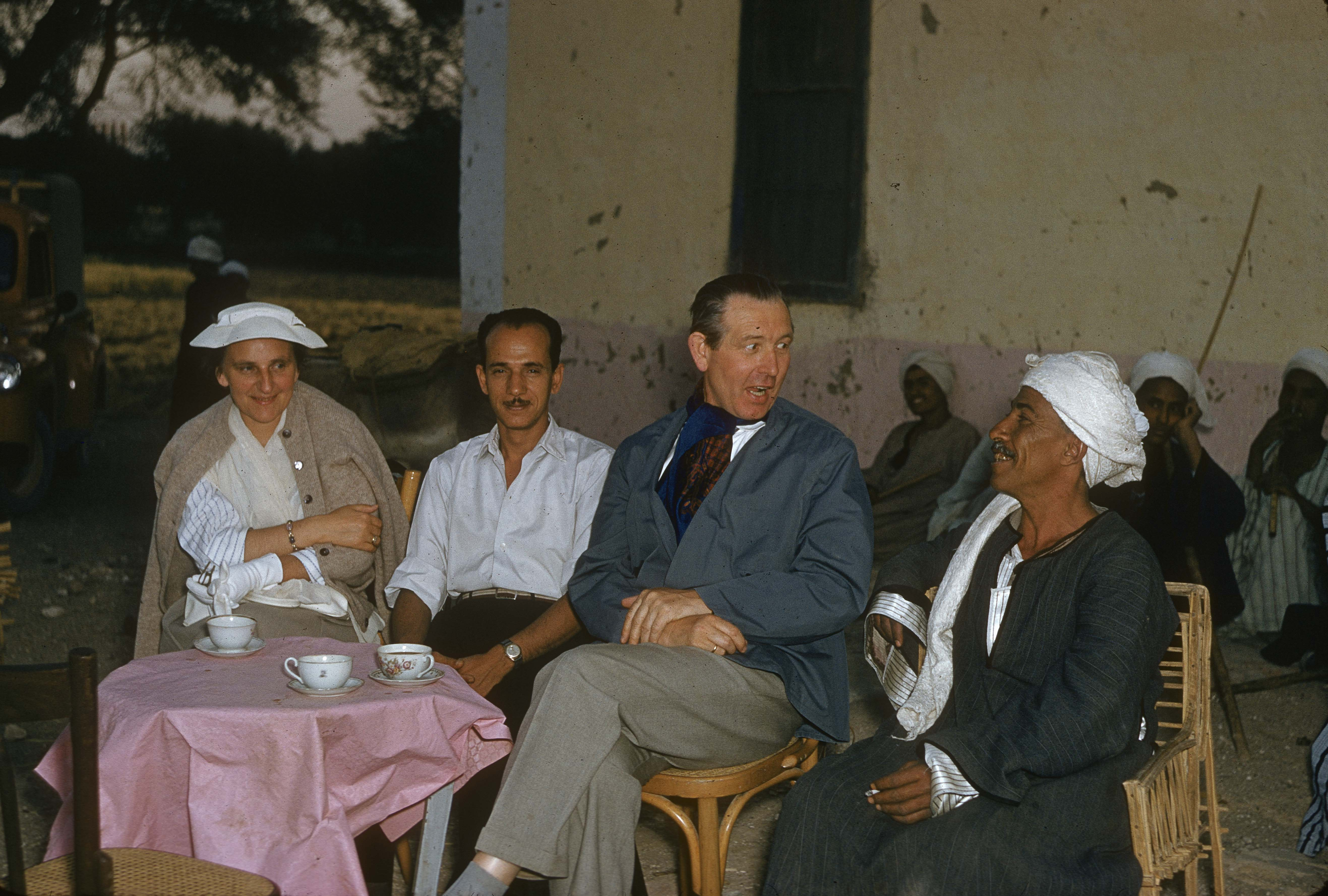
Gründer Albert und Maria Burges

## Geschichte
Gegründet wurde der Verlag 1958 von dem Münchner Unternehmerehepaar Albert Burges (1903–1974) seiner Frau Maria Burges (1906–1989) im Rahmen der Firma Hermes Arzneimittel und deren Tochter Lissy Burges (1937–1964). 

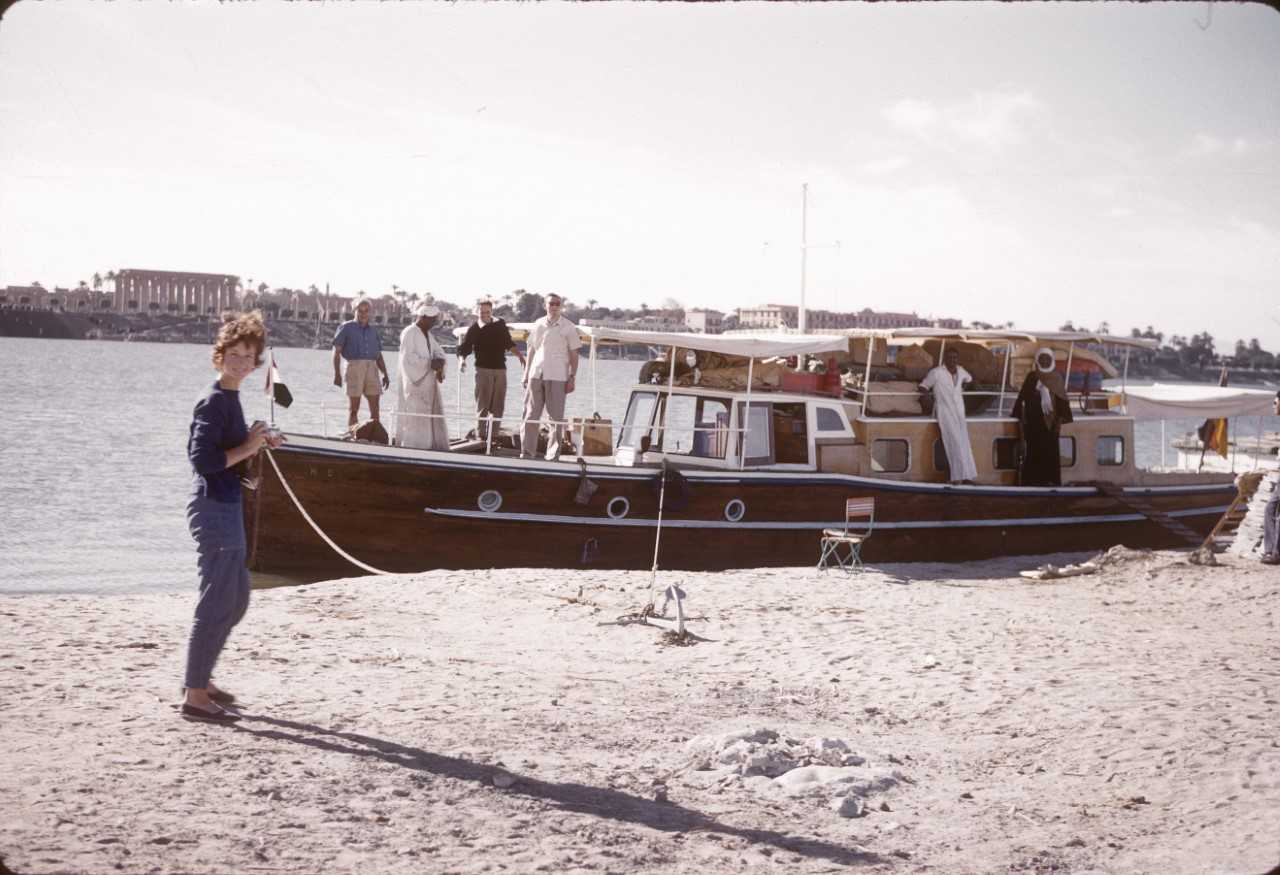
Lissy Sandkühler-Burges vertäut das dem DAI für die Rettung des Kalabscha-Tempels gestiftete Schiff

Im gleichen Jahr wurde mit der fotografischen Aufnahme altägyptischer Denkmäler begonnen. In den Folgejahren entstanden unter Mitarbeit von Bruno Sandkühler und Frank Teichmann ca. 20.000 Aufnahmen der wichtigsten Kunstwerke in Ägypten selbst und in den Museen von Berlin (Ägyptisches Museum), Hildesheim (Roemer- und Pelizaeus-Museum), München (Antikensammlungen München), London (British Museum), Oxford (Ashmolean Museum), Paris (Louvre), Turin (Museo Egizio) und Kairo (Ägyptisches Museum Kairo).
Mit dem unerwarteten Tod von Lissy Sandkühler-Burges im August 1964 ruhte die gesamte Arbeit zunächst. 1970 übernahm Johannes Burges die Leitung der Firma Hermes Arzneimittel. Er veranlasste im Jahr 2010 die Sichtung und Digitalisierung der katalogisierten Diabestände.

## Technik
Die Aufnahmen entstanden in der Hauptsache als Kodachrome-Kleinbild-Diapositive, in besonderen Fällen auch im Format 60 × 60 mm, bzw. im Linhof-Idealformat 56 × 72 mm. Sie konnten als Kodachrome-Duplikate von Universitäten, Museen, Schulen oder Privatpersonen erworben werden und fanden zunehmend Verwendung in Buchpublikationen, Kalendern und Schulserien.

## Kooperation
Die Zusammenarbeit mit dem Deutschen Archäologischen Institut und seinem Direktor Hanns Stock (1957–1966) ermöglichte 1958 die Wiederherstellung des Deutschen Grabungshauses auf dem Westufer von Luxor und 1963 die Beschaffung eines Motorschiffes für die Arbeiten an den Tempeln von Amada und Kalabscha im Rahmen der internationalen Aktion zur Rettung der durch den Bau des Assuan-Staudamm bedrohten nubischen Monumente.1958 wurde das Deutsche Haus in Theben dem DAI zurückgegeben und im Auftrag von Hanns Stock mit einer Stiftung des Münchner Ehepaares Albert und Maria Burges instand gesetzt.
Durch Kooperation mit dem Institut für Ägyptologie und Koptologie der Ludwig-Maximilians-Universität München ist der Bestand der Ägyptenaufnahmen auch über die Datenbank MUDIRA zugänglich.
Ein Teil der aus altägyptischen Gräbern stammenden Aufnahmen ist mit wissenschaftlicher Dokumentierung, mit interaktiven Funktionen von Thierry Benderitter im Osirisnet verarbeitet.

## Aktuelles
Seit 2015 sind rund 6.000 Aufnahmen der Kataloge „Altägypten“ und „Prähistorische Felsbilder aus Frankreich und Spanien“ im Internet frei und für nicht-kommerzielle Nutzungen kostenlos zugänglich. Aus dem Archiv wurden die Bestände „Griechenland“, „Kunst des Islam“ und Alt-Iran bis 2019 digitalisiert und für die Internet-Veröffentlichung bearbeitet.